# Вестибулит носа
Вестибулит носа — бактериальная инфекция преддверия носа, факторами риска которой являются постоянная ринорея, ковыряния в носу, выщипывание волос в носу, пирсинг носа, вирусные инфекции, включая герпес и опоясывающий лишай, у детей может быть из-за инородных тел в носу на фоне гнойных выделений. Клинически обычно представлен покраснениями, воспалением и болевыми ощущениями в области вовлечённой в инфекцию ноздри, могут образовываться корки и возникать носовые кровотечения. Наиболее частым возбудителем является чувствительный к метициллину золотистый стафилококк. У большинства заболевание протекает острым периодом, при рекуррентных случаях причиной может оказаться необычный возбудитель или сопутствующая опухоль. Хотя заболевание является распространённым, в литературе встречается достаточно мало данных по нему, а эпидемиологические и клинические характеристики остаются в значительной степени неопределёнными.
В литературе встречаются некоторые несоответствия в терминологии, заболевание может обозначаться как «вестибулит носа», «фурункулёз носа» или как «инфекция носа». Фурункулёз носа является инфекцией волосяных луковиц в преддверии носа, а его наиболее частой причиной является ковыряние в носу, в общем же случае он возникает в результате каких-либо манипуляций в носу. Вестибулит носа может возникать из-за фурункулёза носа. Из-за взаимосвязи вен, дренирующих эту область носа, с пещеристым синусом, в случае фурункулёза существует риск распространения инфекции на пещеристый синус.
Лечение у людей с хорошим состоянием здоровья требуется нечасто, в случае необходимости в качестве лечения могут прописываться местные или системные антибиотики. Адекватное лечение вестибулита или фурункулёза помогает предотвратить распространение инфекции на пещеристый синус и внутричерепные структуры. Риск серьёзных осложнений даже в осложнённых случаях вестибулита носа, требующих госпитализации, низок.